# Gérald Clavette
Pour les articles homonymes, voir Clavette.
Gérald H. Clavette est un professeur et un homme politique canadien.

## Biographie
Gérald H. Clavette est né le 9 mai 1942 à Rivière-Verte, au Nouveau-Brunswick. Son père est Hubert Clavette et sa mère est Azilda Therrien. Il étudie à l'école publique de Rivière-Verte, au collège de Jacquet River puis au Collège Saint-Louis d'Edmundston. Il épouse Léontine Bernard le 18 août 1966 et le couple a trois enfants. Il a enseigné 14 ans dans les écoles publiques et terminé à la polyvalente A.M.Sormany d'Edmundston..
Il est député de Madawaska à l'Assemblée législative du Nouveau-Brunswick de 1967 à 1974 en tant que libéral. Il est ensuite député de Madawaska-Centre pour le même parti de 1974 à 1984 puis de 1987 à 1995. Il a été président du Conseil de gestion de 1987 à 1991, ministre de l'Agriculture de 1991 à 1994et président de l'Assemblée législative du Nouveau-Brunswick en 1994. Il devint responsable des affaires gouvernementales pour la compagnie Fraser Papers poste qu 'il occupa durant dix ans. Il fut élu au poste de président du District des services locaux de Riviere-Verte en 2019. Il refusa d' être candidat à l' élection de nov. 2022.
.
Il est membre de la Société des Acadiens et des Acadiennes du Nouveau-Brunswick, de la Société historique du Madawaska, des Chevaliers de Colomb, du Club 200 du Collège Saint-Louis-Maillet et membre du conseil des gouverneurs de l'Université de Moncton et de diverses autres associations locales et régionales.